# تپه هرقتگه ۱
تپه هرقتگه ۱ مربوط به دوره نوسنگی است و در شهرستان ایلام، بخش مرکزی، دهستان میش خاص، روستای بلیین واقع شده است. این اثر در تاریخ ۳۰ دی ۱۳۸۵ با شمارهٔ ثبت ۱۶۹۵۰ به عنوان یکی از آثار ملی ایران به ثبت رسیده است.